# بولنت بال
بولنت بال (بالتركية: Bülent Bal)‏ هو لاعب كرة قدم تركي في مركز الدفاع، ولد في 5 أغسطس 1977 في مدينة بورصة في تركيا. لعب مع إسكيشهرسبور وبورصة سبور وغازي عنتاب بي.بي.كي وغازي عنتاب سبور ومعمورة العزيز سبور ونادي كارديمير كارابوك سبور.

## وصلات خارجية
- بولنت بال على موقع اتحاد تركيا (لاعب) (الإنجليزية)
- بولنت بال على موقع قاعدة بيانات كرة القدم.إي يو (الإنجليزية)